# Atarba dolichophallus
Atarba dolichophallus är en tvåvingeart som beskrevs av Alexander 1960. Atarba dolichophallus ingår i släktet Atarba och familjen småharkrankar. Inga underarter finns listade i Catalogue of Life.